# Vivian Bjartalíð
Vivian Bjartalíð (* 2. Juni 1979 auf den Färöer; geborene Rasmussen) ist eine ehemalige dänische Fußballspielerin.

## Verein
Bjartalíð spielte ihre gesamte Karriere bei KÍ Klaksvík, für den sie von 1995 bis 2009 in 147 Ligaspielen eingesetzt wurde. Ihr Debüt gab sie am zweiten Spieltag 1995 beim 3:3-Unentschieden im Heimspiel gegen EB Eiði, als sie in der 80. Minute für Berit Norðoy eingewechselt wurde. Das erste Tor gelang ihr 1998 in den Gruppenspielen des Pokals beim 9:2-Auswärtssieg gegen LÍF Leirvík, Bjartalíð traf zum 6:0. Erst ab 1999 gehörte sie zu den Stammspielern und gewann 2000 neben Rannvá Biskopstø Andreasen, Malena Josephsen, Annelisa Justesen, Bára Skaale Klakstein und Ragna Biskopstø Patawary das Double aus Meisterschaft und Pokal (2:0 gegen HB Tórshavn). Es folgten weitere acht Meistertitel und fünf Pokalsiege. Dabei zählten unter anderem auch Randi S. Wardum und Olga Kristina Hansen zur Mannschaft. Nachdem sie 2008 pausierte, kehrte sie 2009 noch einmal für drei letzte Spiele zurück.

### Europapokal
Bjartalíð trat 21 Mal im UEFA Women’s Cup an. Ihr Debüt gab sie 2001/02 in der Vorrunde beim 2:1-Sieg gegen USC Landhaus Wien. Das erste ihrer beiden Tore konnte sie 2002/03 beim 2:0-Sieg gegen TKSK Visa Tallinn erzielen, wobei sie den Endstand markierte. Zum letzten Auftritt kam es 2007/08 bei der 1:4-Niederlage gegen FC Honka Espoo.

## Nationalmannschaft
Für die Nationalmannschaft der Färöer bestritt sie fünf Länderspiele. Direkt bei ihrem ersten Einsatz am 12. Oktober 2004 bei der 1:2-Niederlage im Freundschaftsspiel gegen Irland in Klaksvík erzielte sie mit dem Tor zum 1:1-Ausgleich ihren ersten von insgesamt drei Treffern. Beim Freundschaftsspiel gegen Lettland am 7. November 2007 in Panevėžys hatte sie ihren letzten Auftritt und traf zum 3:0-Endstand.

## Erfolge
- 9× Färöischer Meister: 2000, 2001, 2002, 2003, 2004, 2005, 2006, 2007, 2009
- 6× Färöischer Pokalsieger: 2000, 2002, 2003, 2004, 2006, 2007